# Ірмгард Зефрід
Марія Терезія Ірмгард Зефрід (нім. Maria Theresia Irmgard Seefried; 9 жовтня 1919, Кенгетрід, Німеччина — 24 листопада 1988, Відень, Австрія) — австрійська оперна співачка (сопрано) німецького походження. Особливо відома ролями в операх Моцарта.

## Біографія
Ірмгард Зефрід народилася в 1919 році в Кенгетріді поблизу Міндельгайма (Баварія). Її батько був учителем у сільській школі, а також керівником хору. Саме він дав доньці перші уроки співу та гри на фортепіано. Почавши виступати у восьмирічному віці, в 11 років вона виконала партію Гретель в опері «Гензель і Гретель» Гумпердінка. 
Ірмгард училася в консерваторії в Аугсбурзі (зокрема, у А. Грейнера і А. Маєра) і в музичній академії в Мюнхені, яку закінчила в 1939 році. Після передчасної смерті батька в результаті нещасного випадку вона самостійно заробляла на життя, в тому числі виступаючи в концертах. Вперше виступила на оперній сцені в 1939 році (за іншими джерелами — в 1938 або 1940 році) в Аахені, куди була запрошена Гербертом фон Караяном. Паралельно з виступами в Аахенському міському театрі також співала в хорі Аахенського собору під управлінням Теодора Бернгарда Ремана. 
У 1943 році Ірмгард Зефрід виступила у Віденській державній опері, виконавши партію Еви в «Нюрнберзькі мейстерзінгери» Вагнера. У наступному році вона співала партію Композитора в ювілейній постановці «Аріадни на Наксосі» Штрауса. З 1946 року співачка прийняла австрійське громадянство і виступала в складі Віденського Моцартівського ансамблю (Wiener Mozartensemble) під керуванням Йозефа Кріпса. Популярність Зефрід приніс виступ в 1946 році на Зальцбурзькому міжнародному музичному фестивалі, після чого вона регулярно брала участь в Зальцбурзьких й інших оперних фестивалях (в тому числі Флорентійський травень, Единбурзький фестиваль та інші). Разом з трупою Віденської державної опери співачка гастролювала у Великій Британії, де в 1947 році співала в театрі «Ковент-Гарден», і Нідерландах (1949). У наступні роки Зефрід виступала в найбільших оперних театрах, включаючи «Ла Скала» і «Метрополітен-опера». Вона співпрацювала з такими диригентами, як Фрічай, Фуртвенглер, Караян, Клемперер, Краус, Шолті і Вальтер.
Ірмгард Зефрід вважалася однією з кращих виконавиць партій в операх Моцарта (Сюзанна в «Весіллі Фігаро», Паміна в «Чарівній флейті», Фьорділіджі в «Так чинять усі» і т. д.). Вона також співала в операх Р. Штрауса, Дж. Верді, Р. Вагнера, Р. Ф. Генделя, Дж. Пуччіні, Л. Бетховена, Ф. Пуленка, Б. Сметани. У числі кращих партій — Агата («Вільний стрілець» Вебера), Октавіан («Кавалер троянд» Р. Штрауса), Наннетта («Фальстаф» Верді), Чіо-Чіо-сан («Мадам Батерфляй» Пуччіні) та інші. Її мистецтво відрізнялося досконалою вокальною майстерністю, природністю, проникливістю, тонким почуттям стилю.
Ірмгард Зефрід виступала і як камерна співачка (зокрема, вона була видатним інтерпретатором вокальної лірики Г. Вольфа). Її надзвичайно широкий репертуар включав як твори віденських класиків, так і сучасних композиторів. У концертах вона часто виконувала німецькі Lied (її акомпаніатором був з 1949 року Ерік Верба), в тому числі в рамках гастролей Європою, США, Канаді, Південній Америці та Японії в 1950-х роках. У 1964 році вона, разом зі своїм чоловіком, скрипалем Вольфгангом Шнайдерханом, взяла участь у прем'єрному виконанні присвяченого їй твору Ханса Вернера Хенце «Ariosi». Останнім її виступом стала заголовна роль в «Каті Кабановій» Яначека в 1976 році у Відні. Потім, залишивши сцену, Зефрід займалася викладацькою діяльністю.
Ірмгард Зефрід - лавреат численних нагород, в тому числі Моцартівської медалі (Mozart-Medaille, 1953), ордена «За заслуги перед Федеративною Республікою Німеччина» (1963), Австрійського почесного знака «За науку і мистецтво» (1969), Медалі Гуго Вольфа (Hugo-Wolf-Medaille, 1971), Почесною медалі міста Відня (Ehrenmedaille der Bundeshauptstadt Wien, 1979) та ін.
Співачка померла 24 листопада 1988 року в Відні і була похована на кладовищі в Нойштіфт-ам-Вальді. 